# جانقو ساکسا
جانقو ساکسا (به اسپانیایی: Janq'u Saxa) یک کوه در پرو است که در منطقه موکگوا واقع شده‌است. جانقو ساکسا ۴٬۸۲۵ متر بالاتر از سطح دریا واقع شده‌است.